# Туркин, Адольф Иванович
Адо́льф Ива́нович Туркин (1 января 1936 — 18 июня 1996) — советский и российский лингвист, переводчик и писатель. Специалист по лингвистике языка коми.

## Биография
Родился 1 января 1936 года в деревне Ероздино Усть-Вымского района автономной области Коми (Зырян) в семье преподавателей. После окончания средней школы в Айкино в 1955 году отслужил срочную службу в ВМФ на Дальнем Востоке, затем два года работал корреспондентом в районной газете. В 1959 году поступил и в 1964 году окончил филологический факультет Ленинградского университета по специальности «Финский язык и литература, русский язык и литература», после чего был направлен на работу переводчиком в Финляндии на строительстве советского промышленного объекта, где проработал на протяжении двух лет. Затем работал преподавателем русского языка в Тартуском госуниверситете. В 1968 году поступил в аспирантуру Коми филиала АН СССР с прикомандированием к Институту языкознания АН СССР, где под руководством В. И. Лыткина в 1972 году защитил кандидатскую диссертацию на тему «Топонимия нижней Вычегды». В дальнейшем жил в Эстонии, на родине его жены.
В 1966—1968 и 1971—1973 годах работал младшим научным сотрудником Института языка, литературы и истории Коми филиала АН СССР, в 1973—1996 годах — лаборантом, младшим научным сотрудником, старшим научным сотрудником в секторе финно-угорских языков Института эстонского языка АН Эстонии. Собирал топонимический материал в экспедициях в Коми АССР на территориях бассейнов Вычегды (1966—1969), Выми и Сысолы (1973), Вашки и Мезени (1978), Лузы и Летки (1979), Ижмы (1980), Печоры (1981). Им были установлены закономерности адаптации коми названий в русской топонимической системе, определены лексико-семантические типы коми топонимов, выявлена исчезнувшая и архаическая лексика коми языка, сохранившаяся только в топонимии. Он также занимался поиском и описанием памятников письменности коми языка XVI и XIX веков. Исследовал лингвистические контакты коми языка с ненецким и саамским языками. В 1989 Туркин защитил докторскую диссертацию «Топонимия Коми АССР. Лингвистический анализ» в Институте языкознания АН СССР (Москва). В 2014 диссертация была издана в Сыктывкаре как монография.
Туркин занимался также литературоведением. Исследовал творчество коми ученого и русского писателя Серебряного века К. Ф. Жакова (1866—1926), подготовил и издал сборник его рассказов, очерков, сказок и преданий под названием «Под шум северного ветра» (Сыктывкар, 1990) с обширным предисловием и комментариями. Открыл для научной и литературной общественности малоизвестного писателя и ученого И. Н. Мошегова (1880—1965), по национальности коми-пермяка, который с 1920 года жил в Финляндии и писал под псевдонимом Игнатий Мосшег исторические труды на финском языке.
А. И. Туркин является автором более 200 научных работ, а также переводов на язык коми финских писателей (Мартти Ларни, Эльви Синерво) и эстонских авторов (Оскара Лутса, Антона Хансена Таммсааре и Аугуста Якобсона). Одна из главных работ А. И. Туркина — перевод на коми «Калевалы» Э. Лённрота (не завершён). Туркин также перевёл пьесу Алексиса Киви «Куллерво», поставленную на сцене Коми республиканского драматического театра в конце 1980-х годов. Внёс вклад в работу по переводу Библии на коми язык, осуществляемую Институтом перевода Библии (Стокгольм — Хельсинки).
В 1987 году А. И. Туркин был награждён юбилейной медалью общества «Калевала» (Хельсинки).
Был действительным членом Общества родного языка (Таллин, 1977), зарубежным членом Финно-угорского общества (Хельсинки, 1983), зарубежным членом общества «Калевала» (Хельсинки, 1985), членом-корреспондентом Финского литературного общества (Хельсинки, 1990), действительным членом Урало-алтайского общества (Гёттинген, 1990).
Умер в Таллине 18 июня 1996 года, похоронен в Айкино рядом с могилой матери.
Посмертно удостоен Государственной премии Республики Коми в области науки (1997).
В 2012 году в Айкино открыта мемориальная доска в память об А. И. Туркине.
В 2015 году (почти через 20 лет после смерти автора) вышло новое, существенно переработанное и более полное издание его Топонимического словаря. В новом издании около тысячи топонимов. Полная версия словаря стала продолжением изданной в конце 2014 года монографии Туркина «Топонимия Республики Коми» (книга была составлена по материалам его докторской диссертации). Тираж составил лишь 100 экземпляров. Составителем словаря стала доктор культурологии, профессор Сыктывкарского университета имени Питирима Сорокина, директор вузовского музея истории просвещения Коми края Майя Бурлыкина, которая использовала архив Туркина, перевезённый из Таллина в Сыктывкар.

## Публикации

### Книги

#### На языке коми
- Кӧні тэ олан? — Сыктывкар, 1977.
- Основы коми топонимии. — Сыктывкар, 1985.

#### На русском языке
- Краткий коми топонимический словарь. — Сыктывкар: Коми книжное издательство, 1981. — 112 с.
- Этногенез народа коми по данным топонимии и лексики. — Таллин, 1985.
- Топонимический словарь Коми АССР. — Сыктывкар: Коми книжное издательство, 1986. — 140 с. — 10 000 экз.
- Топонимия Республики Коми (лингвистический анализ). — Сыктывкар: Изд-во СыктГУ, 2014. — 500 с.
- Топонимический словарь Республики Коми. — Сыктывкар: Изд-во СГУ, 2015. — 362 с. — 100 экз. — ISBN 978-5-906810-23-6.

### Статьи
- Архаическая лексика коми языка в топонимике Вычегды // Советское финно-угроведение. 1972. № 4. С. 227—283.
- Русско-зырянский словарь Н. П. Попова // Советское финно-угроведение. 1976. № 4. С. 294—299.
- Материалы по коми языкам в архиве А. М. Шёгрена // Вопросы финно-угорской филологии. Л., 1977. Вып. 3. С. 86-93.
- О втором варианте русско-зырянского словаря Н. П. Попова // Советское финно-угроведение. 1977. № 4. С. 293—296.
- Коми-ненецкие языковые контакты // Советское финно-угроведение. 1985. № 3. С. 190—203.
- Об одном малоизвестном памятнике древнепермской письменности // Festschrift für Raija Bartens zum 25.10.1993. Helsinki, 1993. С. 277—281.
- О взаимоотношениях коми и саамского языков // Lingüistica Uralica. 1994. № 1. С. 19—27.